# Соматопарафренія
Соматопарафренія — розлад свідомості, внаслідок ураження однієї або обох тім'яних часток. У цьому випадку хворий перестає відчувати свою ліву руку або ліву ногу як частину себе. Йому навіть може здаватися, що його власними кінцівками керує хтось інший (слід відрізняти від синдрому психічного автоматизму).

## Соматопарафрения в популярній культурі
У четвертому епізоді першого сезону медичної драми «3 LBS» ветеран, який переніс інсульт, став вважати, що його ліва рука належить іншому солдатові, який помер. У серіалі стан діагностується як анозогнозія, відмова від своєї хвороби.
У п'ятій серії четвертого сезону серіалу «Анатомія пристрасті» чоловікові  з соматопарафренією помилково ставлять діагноз дисморфофобія, і він хоче, щоб лікарі ампутували його ногу, оскільки вона не належить йому.